# Kikugawa

Kikugawa (菊川市 Kikugawa-shi?) este un municipiu din Japonia, prefectura Shizuoka.